# Victory Songs
Victory Songs è il terzo album in studio del gruppo musicale finlandese Ensiferum, pubblicato nel 2007 per la Spinefarm.
L'edizione giapponese dell'album contiene la bonus track Lady in Black (cover degli Uriah Heep). Esiste anche una Limited Special Tour Edition dell'album con 6 tracce bonus contenute in un secondo disco.

## Tracce
1. Ad Victoriam – 3:11
2. Blood Is the Price of Glory – 5:17
3. Deathbringer from the Sky – 5:11
4. Ahti – 3:56
5. One More Magic Potion – 5:21
6. Wanderer – 6:33
7. Raised by the Sword – 6:11
8. The New Dawn – 3:42
9. Victory Song – 10:40

## Formazione
- Petri Lindroos - voce death, chitarra, banjo
- Markus Toivonen - chitarra, voce, banjo
- Sami Hinkka - basso, voce
- Janne Parviainen - batteria, bodhrán
- Meiju Enho - tastiere

### Ospiti[1]
- Aleksi Parviainen - voce
- Timo Väänänen − Kantele
- Euge Valovirta − Chitarra acustica
- Lassi Logrén - Nyckelharpa
- Kaisa Saari - Tin whistle
- Vesa Vigman - mandolino, buzuki, saz
- Petri Prauda - cornamusa
- Johanna Vakkuri - flauto
- D.P. - Growl